# Labanda semipars
Labanda semipars är en fjärilsart som beskrevs av Walker 1858. Labanda semipars ingår i släktet Labanda och familjen trågspinnare. Inga underarter finns listade i Catalogue of Life.